# Frankfurt am Mains spårväg
Frankfurt am Mains spårväg öppnade sin första linje 1872. Operatör är det stadsägda Verkehrsgesellschaft Frankfurt (VGF) och ingår i transportnätverket Rhein-Main-Verkehrsverbund (RMV) i förbundslandet Hessen. Linjenätet består i dag av nio reguljära linjer och två speciallinjer. År 2004 var linjenätet ca 63 km långt och transporterade ca 43 miljoner passagerare årligen, vilket motsvarar ungefär 28% av kollektivtrafiktransporterna i Frankfurt. 

## Bakgrund
Historiskt drevs spårvägsnätet i Frankfurt av flera olika privata och kommunala operatörer. Under flera decennier var avsikten att spårvägen på sikt skulle läggas ned och ersättas med tunnelbanan och buss men i början av 1990-talet ändrades inriktningen och man började i stället att investera i nya fordon, upprustning av spår och annan utrustning samt några förlängningar.
Stadsbanelinjen U5 går delvis i gatuspår. Skillnaden mellan spårvägen och tunnelbanan är att den förstnämnda har lågt insteg medan den senare har högt insteg. De har samma spårvidd (1435 mm), strömförsörjs bägge med kontaktledning samt delar depåer.

## Linjer

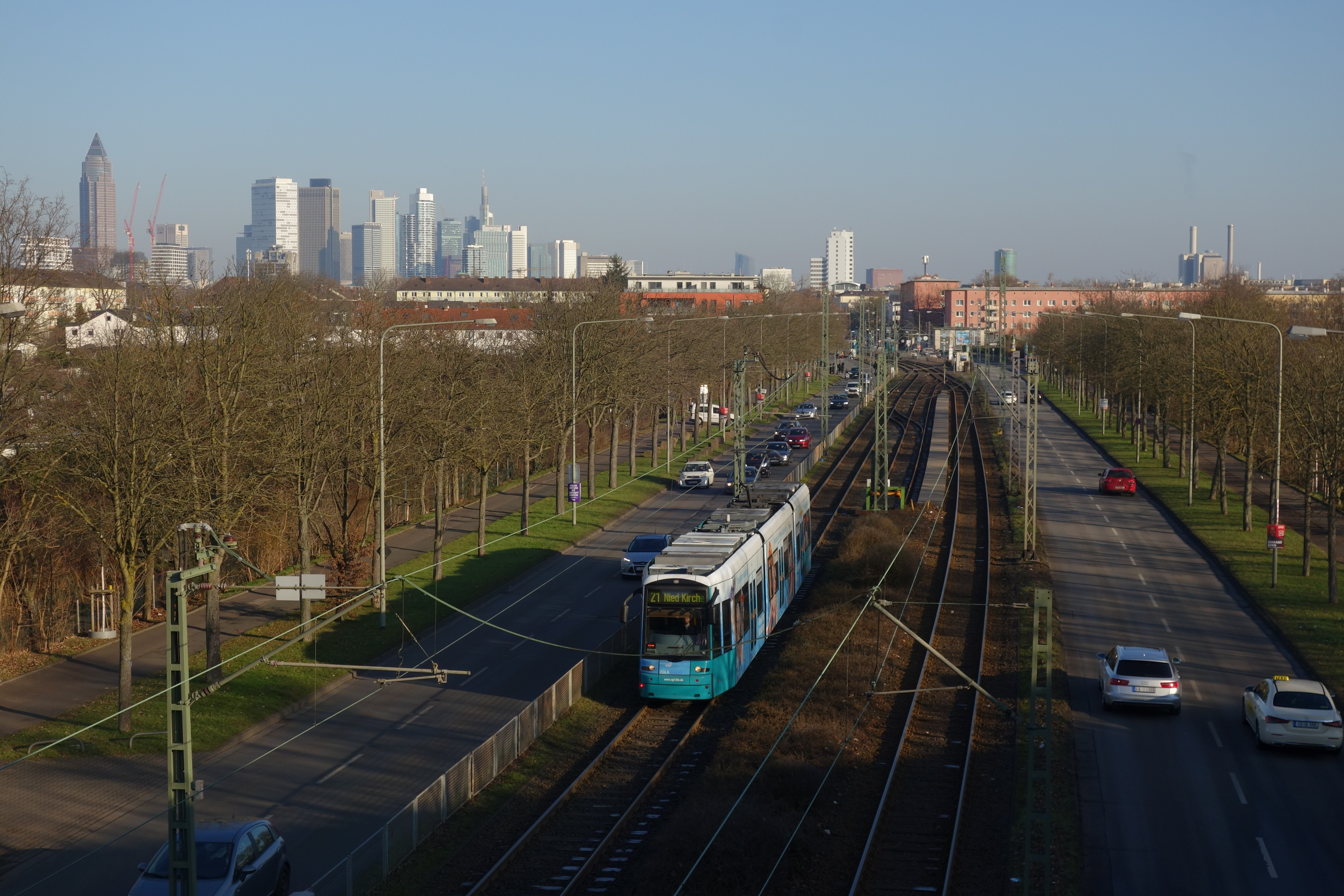
Spårvagnslinje 21 i Gallus

| Nr | Sträcka |
| -- | --- |
|    | Höchst Zuckschwerdtstraße Mainzer Landstraße – Bahnhofsviertel–/Altstadtstrecke – Hanauer Landstraße und Fechenheim Fechenheim Schießhüttenstraße   |
|    | Schwanheim Rheinlandstraße Waldbahn – Bahnhofsviertel-/Altstadtstrecke – Kurt-Schumacher-Straße – Bornheim – Hanauer Landstraße Hugo-Junkers-Straße |
|    | Neu-Isenburg Stadtgrenze Waldbahn – Sachsenhausen – Wittelsbacherallee Bornheim Ernst-May-Platz                                                     |
|    | Niederrad Haardtwaldplatz Niederrad – Sachsenhausen – Offenbacher Landstraße Offenbach Stadtgrenze                                                  |
|    | Ginnheim Ginnheim – Bockenheim – Sachsenhausen – Offenbacher Landstraße Offenbach Stadtgrenze                                                       |
|    | Rebstockbad Rebstockstrecke Hauptbahnhof, Pforzheimer Straße                                                                                        |
|    | Schwanheim Rheinlandstraße Waldbahn – Niederrad – Sachsenhausen Südbahnhof                                                                          |
|    | Hauptbahnhof Niederrad Stadion |
|    | Nied Kirche (zu Hauptzeiten) / Gallus Mönchhofstraße Mainzer Landstraße – Abzweig Kleyerstraße – Niederrad Stadion                                  |
|    | |
| EE | Sightseeing-Ringlinie Ebbelwei-Expreß |

Sedan april 2007 används låggolvsspårvagnar på alla reguljära linjer. Flexity Classic från Bombardier Transportation är det senaste tillskottet i fordonsflottan.
På speciallinjerna Ebbelwei express och Liechen används endast äldre vagnar med högt golv.

### Ebbelwei-Expreß
| Ebbelwei-Expreß |  | Ebbelwei-Expreß |
| Ebbelwei-Expreß |  |                 |

Den här speciallinjen startade 1977 för att uppmärksamma att de sista fyraxliga spårvagnarna skulle tas ur trafik och var tänkt att trafikeras under en kortare tid men på grund av att den blev en stor succé finns den kvar än i dag. Linjen går i en rundtur som börjar och slutar vid Frankfurts zoo.

## Kuriosa
Från sommaren 2010 lånades tre vagnar av typ S in från Frankfurt av Storstockholms lokaltrafik för användning på den nybyggda Spårväg City i Stockholm, där kallade A34F (F för Frankfurt]. De lånade vagnarna var nummer 262, 263 och 264. Vagnarna Återsändes till Frankfurt under slutet av 2011 då Stockholm fått sina nya vagnar av typ A34.